# Axis of Evil
Axis of Evil je album belgijske skupine Suicide Commando.
Izšel je leta 2003.

## Seznam pesmi
| Št.             | Naslov                                | Dolžina |
| --------------- | ------------------------------------- | ------- |
| 1.              | „Cause of Death: Suicide"‟            | 8:18    |
| 2.              | „Consume Your Vengeance"‟             | 5:00    |
| 3.              | „Face of Death"‟ (Blind Rage Mix)     | 6:29    |
| 4.              | „The Reformation"‟                    | 5:10    |
| 5.              | „One Nation Under God"‟ (Anti US Mix) | 5:32    |
| 6.              | „Mordfabrik"‟                         | 5:00    |
| 7.              | „Evildoer"‟                           | 4:39    |
| 8.              | „Sterbehilfe"‟                        | 5:43    |
| 9.              | „Plastik Christ"‟                     | 5:48    |
| 10.             | „Neuro Suspension"‟                   | 6:02    |
| Skupna dolžina: | Skupna dolžina:                       | 57:41   |

| Limited Edition Bonus DVD | Limited Edition Bonus DVD                                | Limited Edition Bonus DVD |
| Št.                       | Naslov                                                   | Dolžina                   |
| ------------------------- | -------------------------------------------------------- | ------------------------- |
| 1.                        | „Face of Death‟                                          | 6:43                      |
| 2.                        | „Interview: Suicide Commando / Johan Van Roy‟ (intervju) | 11:06                     |
| 3.                        | „Dein Herz Meine Gier‟                                   | 5:51                      |
| 4.                        | „Cause Of Death: Suicide‟ (Asphyxia remiks)              | 6:55                      |
| Skupna dolžina:           | Skupna dolžina:                                          | 30:35                     |